# Под знаменем небес (сериал)
«Под знаменем небес» (англ. Under the Banner of Heaven) — американский мини-сериал, созданный Дастином Лэнсом Блэком по одноимённой книге Джона Кракауэра. Премьера состоялась 28 апреля 2022 года на сервисе Hulu. Сериал получил положительные отзывы критиков.

## Сюжет
Вера полицейского детектива Джеба Пайри пошатнулась во время расследования убийства матери-мормонки и её дочери, в котором замешана Церковь Иисуса Христа Святых последних дней.
В основу сюжета легли реальные события 24 июля 1984 года, когда братья Лафферти убили Эрику и Бренду Лафферти.

## В ролях
- Эндрю Гарфилд — детектив Джеб Пайри
- Сэм Уортингтон — Рон Лафферти
- Дэйзи Эдгар-Джонс — Бренда Лафферти
- Дениз Гоф — Дианна Лафферти
- Уайатт Рассел — Дэн Лафферти
- Билли Хаул — Аллен Лафферти
- Аделаида Клеменс — Ребекка Пайри, жена Джеба
- Рори Калкин — Сэмюэль Лафферти
- Гил Бирмингем — детектив Билл Таба
- Кристофер Хейердал — Аммон Лафферти.

## Производство
Планы экранизировать книгу в виде фильма появились ещё в 2011 году, но в июне 2021 года стало известно, что будет снят мини-сериал, сценаристом которого останется Дастин Лэнс Блэк, а режиссёром — Дэвид Маккензи. На главные роли были приглашены Эндрю Гарфилд и Дэйзи Эдгар-Джонс. В августе актёрский состав пополнился Сэмом Уортингтоном, Уайаттом Расселом, Дениз Гоф и Гилом Бирмингемом.
Съёмки в Альберте проходили с августа по декабрь 2021 года.
Премьера сериала состоялась 28 апреля 2022 года на сервисе Hulu.

## Восприятие
На сайте Rotten Tomatoes фильм имеет рейтинг 86 %, основанный на 49 отзывах критиков, со средней оценкой 7,4/10. Консенсус критиков сайта гласит: «Хотя сериал увяз в переизбытке предыстории, его процессуальная линия обогащается вдумчивым размышлением о личной вере». На Metacritic средневзвешенная оценка составляет 71 из 100 на основе 25 рецензий, что указывает на «в целом благоприятные отзывы».
За роль детектива Джеба Пайри Эндрю Гарфилд был номинирован на премию «Эмми» в категории «Лучшая мужская роль в мини-сериале или фильме».